# Didier Pollefeyt
Didier Pollefeyt (Menen, 18 november 1965) is een Belgisch katholiek theoloog en gewoon hoogleraar aan de Katholieke Universiteit Leuven. Hij doceert over joods-christelijke relaties aan de Faculteit Theologie en Religiewetenschappen en staat er in voor de academische lerarenopleiding godsdienstonderwijs. 

## Biografie
In 1988 werd Pollefeyt licentiaat in de godsdienstwetenschappen en in 1991 in de godgeleerdheid. In 1995 promoveerde hij tot theoloog bij Roger Burggraeve met een doctoraat over ethiek na Auschwitz. In 2000 werd hij docent, in 2002 hoofddocent, in 2005 hoogleraar en in 2008 gewoon hoogleraar. Sinds 1986 bestudeert hij de holocaust als uitdaging voor ethiek, interreligieuze dialoog en religieuze opvoeding, wat vorm krijgt in vijf onderzoeksdomeinen:
1. de ethische en religieuze analyse van de holocaust en de ontwikkeling van de grondslagen van een ‘ethiek en theologie na Auschwitz’.
2. de vragen naar kwaad, schuld, herinnering, vergeving en verzoening, in het bijzonder na misdaden tegen de menselijkheid. Hij is coördinator van het Centrum voor Vredesethiek.[1]
3. de ethische en theologische problemen verbonden aan de ontmoeting tussen jodendom en christendom. Namens de Belgische Bisschoppenconferentie is hij lid van het Overlegorgaan van Christenen en Joden in België (OCJB) en van de Belgische katholieke commissie voor de religieuze betrekkingen met het jodendom.
4. een godsdienstpedagogiek van hermeneutisch-communicatieve en interreligieuze opvoeding. Hij doceerde catechetiek en coördineert het facultaire Centrum Academische Lerarenopleiding. In 2001 stond hij aan de wieg van het project Thomas (godsdienstonderwijs), (Thomas staat voor Theologie, Onderwijs en Multimedia, Actieve Samenwerking, www.godsdienstonderwijs.be).
5. de levensbeschouwelijke identiteit van instellingen met focus op de katholieke school. Sinds 2006 ondersteunt zijn team het Australische onderzoektproject Enhancing Catholic School Identity (www.schoolidentity.net). Hij introduceerde de term ‘dialoogschool’ als concept om vorm te geven aan het katholiek onderwijs.[2]

In augustus 2013 werd Pollefeyt vicerector onderwijsbeleid. Tijdens zijn mandaat tot juli 2017 hielp hij vorm geven aan de educatieve masters en de vervanging van de onderwijsvisitaties door Instellingsreviews. Daarnaast startte de universiteit met het aanbieden van online onderwijs en kwamen er maatregelen rond de oriëntering en de studievoortgang. De onderwijsvisie werd georiënteerd op de vorming van het ‘disciplinaire toekomstig zelf’ en de persoon van de student.